# Andreas Büsch
Andreas Büsch (* 6. September 1963 in Düsseldorf) ist ein deutscher römisch-katholischer Theologe und Erziehungswissenschaftler. Büsch hat an der Katholischen Hochschule Mainz eine Professur für Medienpädagogik und Kommunikationswissenschaften inne. Er war Leiter der Clearingstelle Medienkompetenz der Deutschen Bischofskonferenz an der Katholischen Hochschule Mainz von deren Gründung an am 1. Januar 2012 bis zu deren Schließung am 31. Juli 2025 und war von 2013 bis 2016 Mitherausgeber der Zeitschrift Communicatio Socialis.

## Leben
Nach seinem Abitur am städtischen Leibniz-Montessori-Gymnasium studierte er an der Rheinischen Friedrich-Wilhelms-Universität Bonn, zunächst Katholische Theologie und ab 1984 zusätzlich Erziehungswissenschaften. Büsch schloss 1988 als Diplom-Theologe (Schwerpunkt Pastoraltheologie mit einer Diplomarbeit bei  Walter Fürst zu „Communio und Jugendpastoral. Überlegungen zur Menschwerdung in Gemeinschaft“) und 1991 als Diplom-Pädagoge (Schwerpunkt Erwachsenenbildung und Gerontagogik, Diplomarbeit bei Heinrich Kanz zu „Spiel, Fest und Feier als Elemente ganzheitlicher kultureller Bildung“) ab.
Er war von 1988 bis 2000 als Referent für Liturgie und Ministranten der Arbeitsstelle für Jugendseelsorge der Deutschen Bischofskonferenz (afj) tätig; ab 1996 zusätzlich in der Position des stellvertretenden Leiters.
Zum Wintersemester 2000/2001 wechselte Büsch nach Mainz, um als Nachfolger von Bernward Hoffmann an der Katholischen Hochschule Mainz eine Professur für Medienpädagogik und Kommunikationswissenschaften anzutreten. Als Dekan des Fachbereichs Soziale Arbeit war Büsch 2004–2007 wesentlich für den Auf- und Ausbau des medienpädagogischen und kulturellen Schwerpunktes der Hochschule verantwortlich.
Seit 2012 ist Büsch Leiter der „Clearingstelle Medienkompetenz“ der Deutschen Bischofskonferenz, die an der Katholischen Hochschule Mainz angesiedelt ist.
Hierneben unterstützte Büsch die Publizistische Kommission der Deutschen Bischofskonferenz von 2006 bis 2016 als Berater. In dieser Funktion war er u. a. Mitautor des medienethischen Impulspapieres Virtualität und Inszenierung (2011) sowie des netzpolitischen Papiers der Publizistischen Kommission Medienbildung und Teilhabegerechtigkeit (2016). Büsch war darüber hinaus von 2013 bis 2016 Mitherausgeber der Zeitschrift Communicatio Socialis.
2010 wurde er vom Kardinal-Großmeister John Patrick Kardinal Foley zum Ritter des Ritterordens vom Heiligen Grab zu Jerusalem ernannt und am 9. Oktober 2010 in Dresden durch Reinhard Kardinal Marx, Großprior des Ordens, investiert. Am 4. Mai 2018 erfolgte im Rahmen der Frühjahrsinvestitur in Würzburg die Promotion zum Komtur.
Büsch ist verheiratet und hat drei Kinder.

## Medienpädagogik
Büsch ist sowohl in der Pastoraltheologie, als auch in den Kommunikationswissenschaften und der Medienpädagogik beheimatet. Aus dieser Interdisziplinarität heraus widmet er sich schwerpunktmäßig den Konzepten Medienkompetenz und Medienbildung. Hierbei zielt Büsch vor allem daraufhin ab, eine wissenschaftliche Grundlage für ein Medienkompetenz-Konzept zu entwickeln, das kraft einer Theologie der Kommunikation die Mündigkeit des digitalen Menschen zum Ziel erhebt. Büsch lehrt die Notwendigkeit von ganzheitlicher Medienbildung in allen Lebenslagen, die über die Vermittlung von Sach- u Bedienkompetenz hinausgeht und auch kritische, ethische, partizipative, kommunikative, ästhetische/affektive und soziale Aspekte miteinschließt.
Dieses Verständnis ist Proprium des Grundlagenpapiers für Grundbildung Medien für pädagogische Fachkräfte der KBoM-Initiative, an dem Büsch 2014 mitarbeitete. Zudem ist Büsch Mitglied in der „AG Social Media-Experten“ sowie der „AG Medienethik“ der Publizistischen Kommission der Deutschen Bischofskonferenz.

## Mitgliedschaften in kirchlichen, wissenschaftlichen und politischen Gremien (Auswahl)
- Mitglied des Bundesarbeitskreises Kommunikation, Ästhetik und Medien (BAKÄM)
- Berater der Publizistischen Kommission der Deutschen Bischofskonferenz
- Mitglied der Lenkungsgruppe der Initiative Keine Bildung ohne Medien (KBoM)

## Ehrenamt
Von 2006 bis 2013 war Büsch als Gründungsmitglied stv. Vorsitzender des L:Okal e. V., der als Trägerverein für den Offenen Kanal Mainz fungiert. Seit 2013 gehört er dem Vorstand als Beisitzer an.
Seit 2009 ist er vom Caritasverband für die Diözese Mainz benanntes Mitglied des Trägervereins des Theresien Kinder- und Jugendhilfezentrums Offenbach (TKJHZ).

## Schriften (Auswahl)
- Was wird hier gespielt? : Computerspiele in Familien 2020, Budrich Verlag, Berlin 2014, {DNB| 1050947436}
- Medienethik als Aufgabe und Verpflichtung. Zur Neuausrichtung von Communicatio Socialis. In: Communicatio Socialis, Bd. 46, Nr. 3–4: 280–287, Eichstätt 2013, {DNB| 1047634910}
- Kommunikation im 21. Jahrhundert, In: Katholisches Medienhandbuch, Butzon & Bercker Verlag, Bonn 2013, {DNB|1044288434}
- Musik in Schule und Gemeinde : Grundlagen, Methoden, Ideen ; ein Handbuch für die religionspädagogische Praxis. Calwer Verlag; Stuttgart 2006, {DNB| 979109892}
- Handbuch der Ministrantenpastoral : Bezugspunkte – Praxisfelder – Chancen. Verlag Haus Altenberg, Düsseldorf 1999, {DNB| 955724074}
- Suchen und finden, Teil: Bd. 1. Praxisbuch für eine lebendige Arbeit mit Ministrantinnen und Ministranten. Verl. Haus Altenberg, Düsseldorf 1998, {DNB| 955482542}

## Aufsätze (Auswahl)
- Handlungsfähig in der Digitalen Welt: Identität, Beziehung und Information. In: RelliS 1 (2015), 4–7.
- Medienkompetenz. In: Institut für Religionspädagogik der Erzdiözese Freiburg (Hrsg.): IRP Impulse. Zeitschrift für den katholischen Religionsunterricht an allgemein bildenden Gymnasien und beruflichen Schulen. Herbst 2014: Sinn und Glück, 42–43.
- Bitte bleiben Sie dran. Bedingungen gelingender Kommunikation von Kirche in Social Media. In: Seelsorgeamt der Erzdiözese Freiburg (Hrsg.): Impulse für die Pastoral 2/2014, 19–23.
- Quadratur des Kreises. Zur Jugendmedienschutzfachtagung 2014. Gastbeitrag auf www.katholisch.de
- Kommunikation im Hybridmedium. Religionspädagogische und ethische Herausforderungen. In: KatBl 3/2013, 170–175.
- Wie geht eigentlich Medienpädagogik “katholisch”? Zum Start der Clearingstelle Medienkompetenz der Deutschen Bischofskonferenz. In: Communicatio Socialis 45 (2012), H. 1, 70–71.